# Metro w Pusan

Sieć metra w Pusan

Metro w Pusan – system kolei podziemnej w mieście Korei Południowej, Pusan.
Pierwszy odcinek linii metra uruchomiono w 1985 roku.